# Dekstra
Dekstra je minibus/midibus vyráběný firmou Dekstra Bus v Dolních Bučicích na podvozku nákladního automobilu Iveco Daily. Je vyráběn od roku 2017, kdy společnost Dekstra Bus převzala autobusovou část firmy SKD Trade.

## Vývoj a prvotní výroba
Spolu s výrobním závodem a výrobní dokumentací na minibusy SKD Stratos převzala společnost Dekstra Bus v roce 2017 také rozpracované zakázky na dva vozy LF 38 a jeden vůz F 30. Následně došlo k výrobě dalších čtyř vozidel LF38 (jeden v dieselovém provedení a tři v provedení CNG) podle původní dokumentace a za použití skeletu vyrobeného v SKD Trade. Poté postupně docházelo ke zdokonalování a zjednodušování jak konstrukce vozidla, tak samotného výrobního procesu. Do výrobního závodu tak jsou od externího dodavatele dodány jednotlivé části skříně (střecha, bočnice, zadní čelo a rošt podlahy), které jsou zde svařeny a nalakovány. Přední informační panel se již nenachází ve střešní nástavbě, ale přímo za čelním sklem; byla zdokonalena střecha, dveře a výroba laminátových krytů. Během prvního roku výroby (do května 2018) vznikaly různé hybridy mezi starou a novou konstrukcí. Přestože se nově vyvinutá Dekstra vzhledově příliš neodlišuje od původního Stratosu, konstrukce skříně je zcela odlišná.

## Varianty

### Dekstra F 30
Jedná se o dálkový, vysokopodlažní minibus. Vstup je zajištěn jedněmi jednokřídlými dveřmi v přední části vozu. V zadní části vozu se nacházejí pouze nouzové dveře. Původní podvozek Iveco Daily 70C je ponechán téměř bez jakýchkoliv úprav.

### Dekstra LE 37
Jedná se o městský, částečně nízkopodlažní minibus. Vstup je zajištěn jedněmi jednokřídlými a jedněmi dvoukřídlými dveřmi. Původní podvozek Iveco Daily 70C byl za zadní nápravou uříznut a nahrazen novou konstrukcí, tvořící nízkopodlažní část.

### Dekstra LE 37 Maxi
Prodloužená verze, odvozená od typu LE 37. Uváděná také pod názvem Dekstra LE 37 L.

### Dekstra LF 38
Jedná se o městský, plně nízkopodlažní minibus. Vstup je zajištěn dvěma dvoukřídlými dveřmi. Z původního podvozku Iveco Daily 70C byla ponechána pouze přední část s nápravou a motorem. Zbytek podvozku byl nahrazen novou konstrukcí. Interiér je bezbariérově průchozí s šikmou plošinou přes zadní nápravu.

## Provoz
V roce 2017 byly dodány dva vozy LF 38 do polského města Bílsko-Bělá, jeden vůz LE 37 dopravci Arriva Morava a jeden vůz F 30 dopravci Martin Tour. Roku 2018 zakoupila Madeta pro svoz zaměstnanců jeden vůz F 30, dále bylo dodáno deset vozů LF 38 do Brna. Různé varianty Dekster zakoupily během let 2017–2019 také společnosti ČSAD Havířov, Dopravní podnik Ostrava, BusLine, Dopravní podnik města Děčína, ČSAD Karviná, Comett Plus, Dopravní podnik města Ústí nad Labem, ČSAD Frýdek-Místek, Arriva Střední Čechy, Martin Uher, Autodoprava Lamer, K3 Sport, About Me a Vojtila Trans.

## Dodávky vozů
| F 30     | F 30           | F 30                 | F 30           | F 30         | F 30  | F 30                       |
| Země     | Město          | Společnost           | Typ            | Roky dodávek | Počet | Evidenční čísla při dodání |
| -------- | -------------- | -------------------- | -------------- | ------------ | ----- | -------------------------- |
| Česko    | –              | Madeta               | F 30           | 2018         | 1     | –                          |
| LE 37    |                |                      |                |              |       |                            |
| Země     | Město          | Společnost           | Typ            | Roky dodávek | Počet | Evidenční čísla při dodání |
| Česko    | –              | Autodoprava Lamer    | LE 37          | 2019–2020    | 2     | 1273–1274                  |
| Česko    | –              | Arriva Morava        | LE 37          | 2017         | 1     | –                          |
| Česko    | –              | BusLine LK           | LE 37          | 2018         | 1     | –                          |
| Česko    | –              | Vojtila Trans        | LE 37          | 2019         | 1     | –                          |
| Česko    | –              | KAD Vrchlabí         | LE 37          | 2019         | 1     | –                          |
| Česko    | –              | P-Transport          | LE 37          | 2020         | 1     | –                          |
| Česko    | –              | Arriva Střední Čechy | LE 37          | 2019         | 3     | –                          |
| Česko    | –              | K3 Sport             | LE 37          | 2019         | 1     | –                          |
| Česko    | Karviná        | 3ČSAD                | LE 37 Maxi     | 2018         | 4     | 52-3001–3004               |
| Česko    | Ostrava        | DPO                  | LE 37 CNG      | 2018–2019    | 7     | 7304–7310                  |
| Česko    | Frýdek-Místek  | 3ČSAD                | LE 37 Maxi CNG | 2019         | 2     | 686–687                    |
| Česko    | Praha          | Lutan                | LE 37 Maxi CNG | 2021         | 2     | 1213–1214 (nyní 1813–1814) |
| Česko    | –              | Kokořínský SOK       | LE 37 Maxi CNG | 2022         | 2     | 1361–1362                  |
| LF 38    |                |                      |                |              |       |                            |
| Země     | Město          | Společnost           | Typ            | Roky dodávek | Počet | Evidenční čísla při dodání |
| Česko    | Praha          | About Me             | LF 38          | 2019         | 2     | 1905–1906                  |
| Česko    |                | Martin Uher          | LF 38          | 2019         | 1     | 1106                       |
| Česko    | Brno           | DPMB                 | LF 38          | 2018         | 10    | 7516–7525                  |
| Česko    | –              | KAR Group            | LF 38          | 2019         | 1     | –                          |
| Česko    | –              | Dekstra Bus          | LF 38          | 2017         | 1     | –                          |
| Česko    | –              | Comett Plus          | LF 38 CNG      | 2018–2019    | 2     | 32, 85                     |
| Česko    | Havířov        | 3ČSAD                | LF 38 CNG      | 2017–2019    | 5     | 270–274                    |
| Česko    | Ústí nad Labem | DPMÚL                | LF 38 CNG      | 2019         | 1     | 300                        |
| Česko    | Děčín          | DPMD                 | LF 38 CNG      | 2019         | 5     | 703–707                    |
| Polsko   | Bílsko-Bělá    | –                    | LF 38          | 2017         | 2     | –                          |
| Rumunsko | Râmnicu Vâlcea | ETA S.A.             | LF 38 CNG      | 2018         | 3     | –                          |